# Castello Feudale

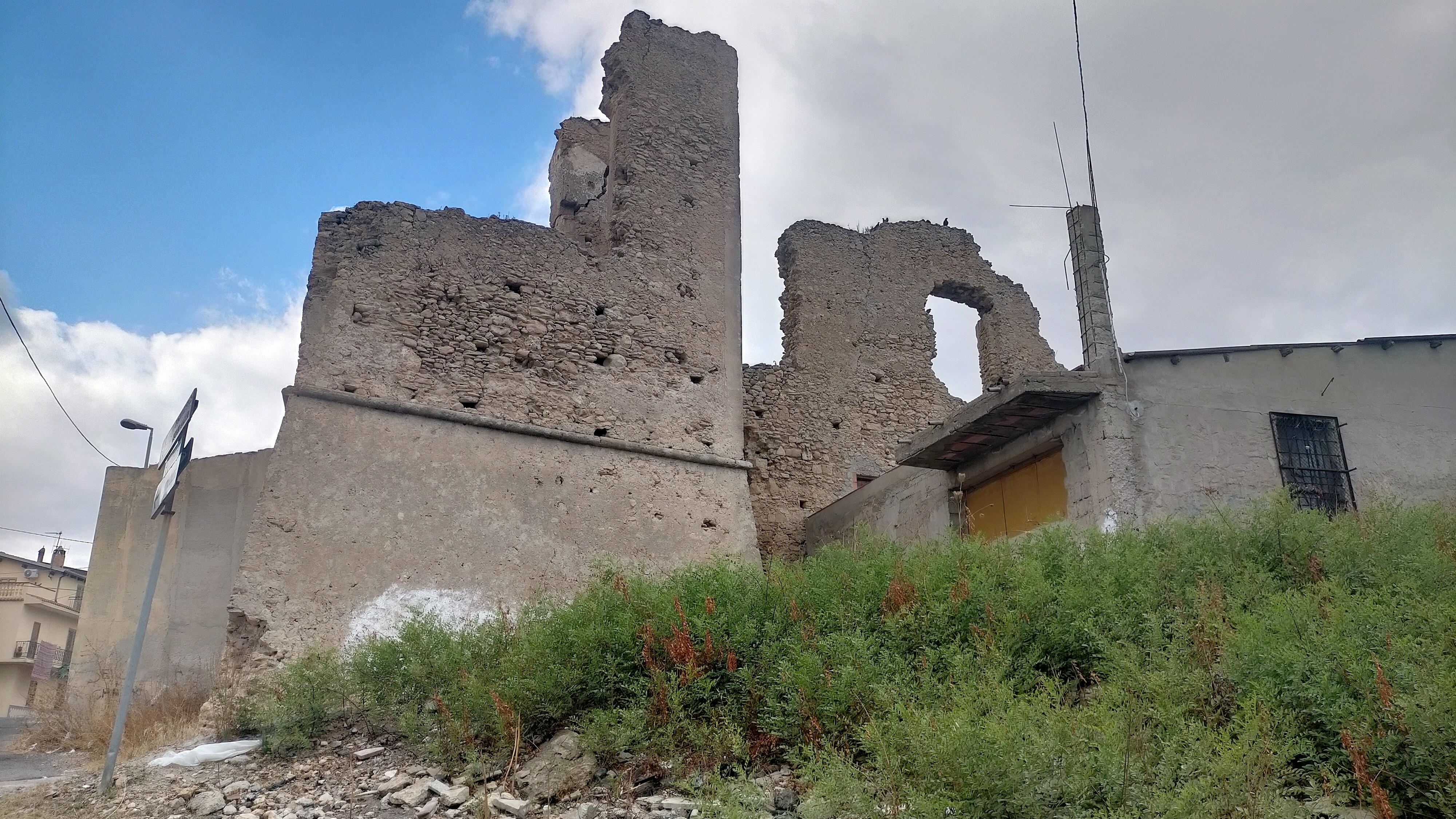
Ruine des Castello Feudale in Isola di Capo Rizzuto

Das Castello Feudale ist die Ruine einer mittelalterlichen Festung im historischen Zentrum von Isola di Capo Rizzuto in der italienischen Region Kalabrien. Sie liegt an der Via San Marco.

## Geschichte und Beschreibung
Die mittelalterliche Anlage ließ Giovanni Antonio Ricca, ein Lehensnehmer aus Neapel, im Jahre 1549 erweitern. Heute sind davon nur noch der Stumpf eines quadratischen Turms, Reste der Umfassungskurtine mit „Pivellini“, sowie L’Orologio, das mittelalterliche Stadttor mit aufgebautem Uhrentürmchen, erhalten.